# Conway (Massachusetts)
Conway – miasto w Stanach Zjednoczonych, w stanie Massachusetts, w hrabstwie Franklin.